# Seahouses

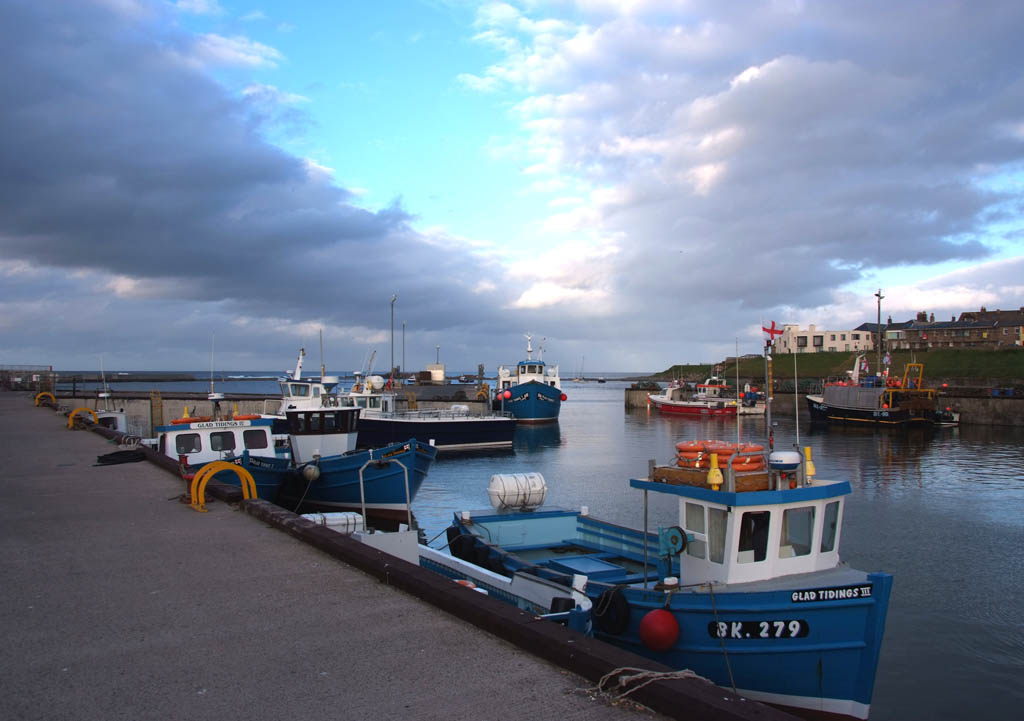
Porto di Seahouses al tramonto

Seahouses è un paese della contea del Northumberland, in Inghilterra.